# (469505) 2003 FE128
(469505) 2003 FE128, também escrito como (469505) 2003 FE128, é um objeto transnetuniano que está localizado no cinturão de Kuiper, uma região do Sistema Solar. Ele é classificado como um twotino, pois, o mesmo está em uma ressonância orbital de 1:2 com o planeta Netuno. O mesmo possui uma magnitude absoluta de 6,4 e tem um diâmetro estimado com cerca de 178 km. O astrônomo Mike Brown lista este corpo celeste em sua página na internet como um candidato a possível planeta anão. Este corpo celeste é um sistema binário, o outro componente, o S/2012 (469505) 1, possui um diâmetro estimado em cerca de 131 km.

## Descoberta
(469505) 2003 FE128 foi descoberto no dia 31 de março de 2003 pelo astrônomo Marc W. Buie.

## Órbita
A órbita de (469505) 2003 FE128 tem uma excentricidade de 0,256 e possui um semieixo maior de 48,145 UA. O seu periélio leva o mesmo a uma distância de 35,842 UA em relação ao Sol e seu afélio a 60,447 UA. O mesmo tem uma ressonância 1:2 com Netuno.